# PopMart Tour
De PopMart Tour was een tour van de Ierse band U2.
De tour werd gehouden ter promotie van het album Pop.

## 1st leg
De 1st leg ("eerste poot") begon op 25 april 1997 in het Sam Boyd Stadium in Las Vegas en werd op 2 juli datzelfde jaar in het Foxboro Stadium in Foxboro afgesloten.
Dit deel van de tour vond alleen plaats in Noord-Amerika en Canada.

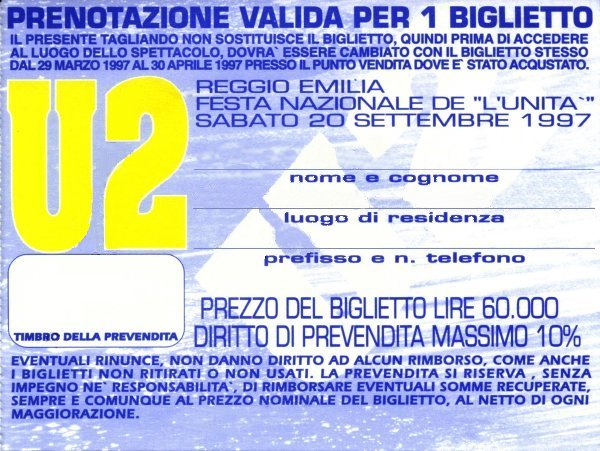
Italiaans toegangsticket voor de PopMart Tour

## 2nd leg
De zogenaamde 2nd leg ("tweede poot") begon op 18 juli 1997 in het Feyenoordstadion in Rotterdam en eindigde op 30 september 1997 in Tel Aviv.
Uitgezonderd het slotconcert in Israël trad U2 in dit deel van de PopMart Tour alleen op in Europa. Ze concerteerden op 25 juli '97 op de weide van Werchter. Op 18 en 19 juli stond de band in Rotterdam.

## 3rd leg
De 3rd leg ("derde poot") van de PopMart tour begon op 26 oktober 1997 in de SkyDome in Toronto. Een kleine anderhalve maand later werd deze leg afgesloten op 12 december in de Kingdome in Seattle.
Deze leg voerde de band alleen door Canada, Noord- en Midden-Amerika.

## 4th leg
De 4th leg ("vierde poot") begon op 27 januari 1998 in Rio de Janeiro en werd op 21 maart in Johannesburg afgesloten.
Tijdens deze laatste leg van de PopMart Tour trad U2 op in Zuid-Amerika, Australië, Japan en Zuid-Afrika.
Bono · The Edge · Adam Clayton · Larry Mullen jr.